# Charco de Agua
Charco de Agua är en ort i Mexiko.   Den ligger i kommunen Santa María Tonameca och delstaten Oaxaca, i den sydöstra delen av landet, 500 km sydost om huvudstaden Mexico City. Charco de Agua ligger 141 meter över havet och antalet invånare är 254.
Terrängen runt Charco de Agua är platt åt sydväst, men åt nordost är den kuperad. Runt Charco de Agua är det ganska glesbefolkat, med 45 invånare per kvadratkilometer. Närmaste större samhälle är San Isidro del Palmar, 7,8 km sydost om Charco de Agua. Omgivningarna runt Charco de Agua är en mosaik av jordbruksmark och naturlig växtlighet.